# Nadhem Ben Amar
Nadhem Ben Amar, né le 4 mai 1993,, est un coureur cycliste tunisien.

## Biographie
En 2022, il devient champion de Tunisie du contre-la-montre chez les élites. La même année, il représente son pays aux Jeux méditerranéens. 

## Palmarès et résultats

### Par année
- 2016
  - 2e du championnat de Tunisie sur route
- 2018
  - 3e du championnat de Tunisie du contre-la-montre
- 2022
  -  Champion de Tunisie du contre-la-montre
- 2023
  - 3e du championnat de Tunisie du contre-la-montre
- 2025
  - 3e du championnat de Tunisie sur route

### Classements mondiaux
| Année                                 | 2015 | 2016 | 2017  | 2018  | 2019  | 2020 | 2021 | 2022 | 2023  | 2024  |
| ------------------------------------- | ---- | ---- | ----- | ----- | ----- | ---- | ---- | ---- | ----- | ----- |
| Classement mondial                    |      | 847e | 1922e | 1084e | 1955e | nc   | nc   | nc   | 1615e | 2994e |
| UCI Africa Tour                       | 130e | 39e  | 150e  | 47e   | 115e  | nc   | nc   | nc   | 96e   | nc    |
|                                       |      |      |       |       |       |      |      |      |       |       |
| Légende : nc = non classéSource : UCI |      |      |       |       |       |      |      |      |       |       |